# Lankower See (Dechow)
Der Lankower See, benannt nach der geschleiften Ortschaft Lankow, liegt südöstlich des zur Gemeinde Schlagsdorf gehörigen Dorfes Schlagbrügge auf dem Gemeindegebiet von Dechow in Mecklenburg-Vorpommern. An seinem Westufer verläuft die Grenze zu Schleswig-Holstein. Der See liegt im Biosphärenreservat Schaalsee und – mit Ausnahme des Nordbeckens – im Naturschutzgebiet Lankower See. Das Naturschutzgebiet ist Bestandteil des FFH-Gebietes Goldensee, Mechower, Lankower und Culpiner See (MV).

## Beschreibung
Der See ist ungefähr 2,3 Kilometer lang und um 750 Meter breit. Er wird durch eine Verengung in der Mitte in ein breites, stark gegliedertes Südbecken und ein schmales, längliches Nordbecken geteilt. Die Höhe des Seespiegels beträgt 30,9 m ü. NHN. Im See befindet sich die ungefähr 2,5 Hektar große Insel Fischwerder. Die 9,5 Meter messende Maximaltiefe liegt im nördlichen Becken. Der ursprünglich abflusslose See entwässert über den künstlich angelegten Wetingsbeker Grenzgraben zum Mechower See und besitzt einen Zufluss aus dem Grammsee.
Der Lankower See ist ein meso-eutrophes Gewässer mit steilen Hängen in einem Grundmoränengebiet des Pommerschen Maximalvorstoßes der Weichseleiszeit. Die langgestreckte Form und Tiefe des Nordostbeckens sind Merkmale einer ehemaligen Schmelzwasserrinne. Der Südteil hingegen liegt in einer Senke, die sich nach dem Abtauen von Toteis bildete.
Im Einzugsbereich des Sees wurden im 15. und 16. Jahrhundert großflächig Waldflächen gerodet, die fortan landwirtschaftlich genutzt wurden. Der See befand sich zwischen 1949 und 1989 im Grenzgebiet der DDR und war nur für die Grenztruppen der DDR zugänglich. Am Ostufer lag der 1209 ersterwähnte Ort Lankow, der nach Zwangsaussiedlungen und Leerzug 1976 abgetragen wurde. Von 1976 bis 1990 war das Gewässer von Grenzsicherungsanlagen durchzogen.

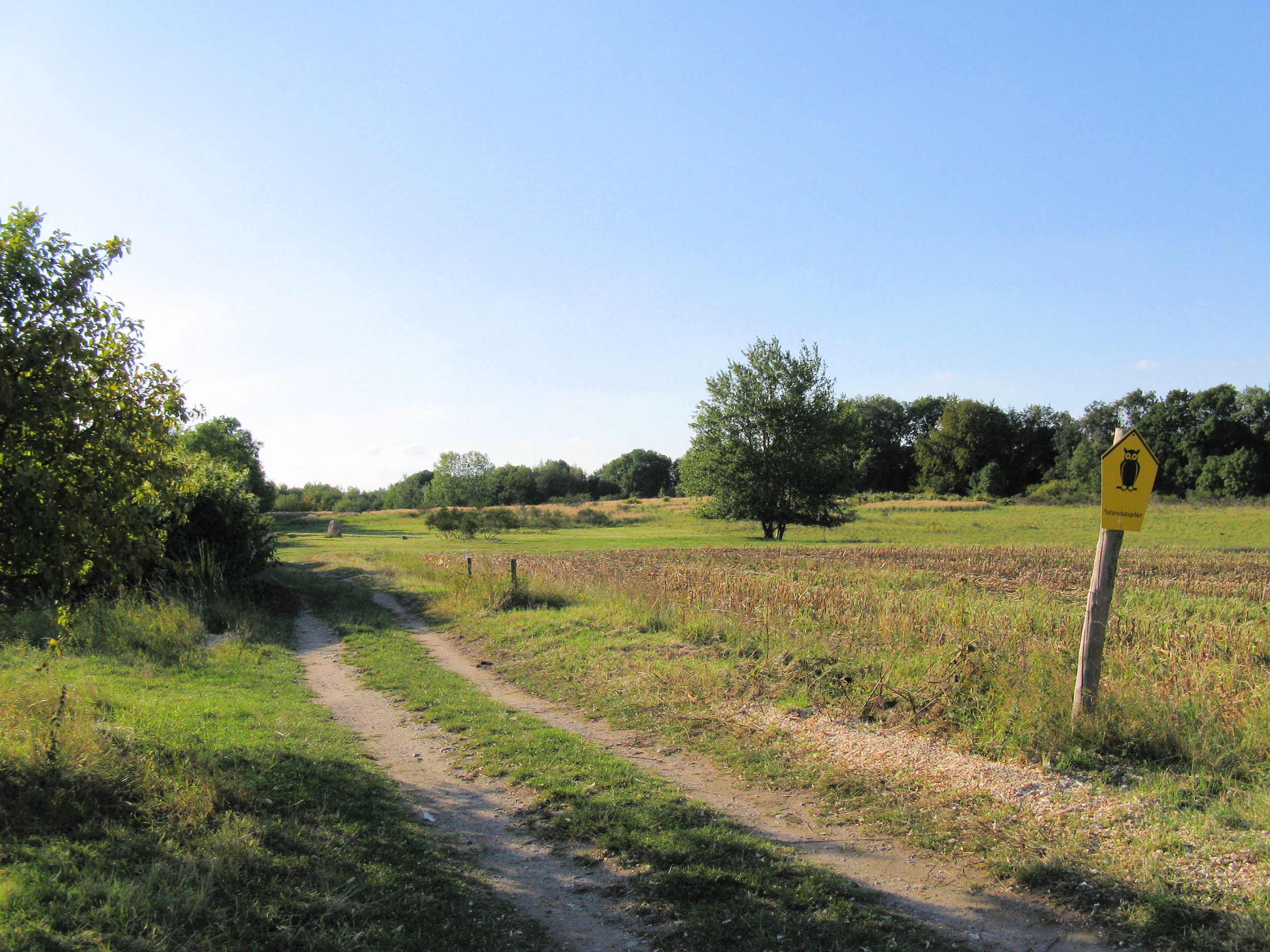
Beginn des Naturschutzgebiets Lankower See

Das Südbecken des Sees wurde einschließlich angrenzender Uferbereiche auf mecklenburgischer Seite am 15. Mai 1990 unter Naturschutz gestellt. Südwestlich des Seeufers wurde 1994 durch das Land Schleswig-Holstein das Naturschutzgebiet Lankower Seeufer, Grammsee und Umgebung ausgewiesen.
Der Lankower See wird von einem Berufsfischer bewirtschaftet und darf im Nordteil beangelt und befischt werden, da sich dieser Teil außerhalb des Naturschutzgebietes befindet.